# Шин (буква арабского алфавита)
Шин (араб. شين‎) — тринадцатая буква арабского алфавита. Используется для обозначения звука «ш». Шин относится к солнечным буквам.

## Соединение
Стоящая в конце слова Шин пишется, как ـش; в середине как ـشـ и в начале слова — شـ.

## Абджадия
Букве соответствует число 300.

## Произношение
Шин — Ш мягкого оттенка (шь) 
Согласный ш является переднеязычным шумным щелевым глухим звуком. При его произнесении между кончиком языка и альвеолами образуется щель, через которую проходит выдыхаемый воздух; средняя часть спинки языка слегка поднимается к твердому нёбу, что придает этому звуку оттенок мягкости. Арабский ш мягче русского ш; он звучит почти как шь.
Отличие в артикуляции арабского и русского ш состоит в том, что при произнесении русского ш к нёбу поднимается не средняя часть спинки языка, как это имеет место в арабском языке, а задняя; кончик языка приподнимается по направлению к альвеолам. При русском ш средняя часть языка имеет не выпуклую форму, а вогнута вовнутрь. Кроме того, при произнесении арабского ш уголки губ несколько оттягиваются назад,
Юшманов Н. В. отметил одним словом (в конце 36 параграфе книги «Грамматика литературного арабского языка»), что Шин отличается от звука Дад своей «шипящестью» —
التفشي
Ибн Аби Талиб аль-Кайси  более точно охарактеризовал это свойство как: «полнообъемное заполнение потоком воздуха полости рта (между языком и верхним нёбом) при произнесении этого звука».
Все это происходит потому, что звук Шин сочетает в себе два свойства:
1) глухость (с придыханием, негромким, еле заметным шёпотом)
الهمس
и
2) фрикативность (то есть звук придувной, слабый и рыхлый)
الرخاوة